# 苗得雨 (外交官)
苗得雨（1971年10月—），男，中华人民共和国外交官，现任外交部副部长兼政策规划司司长。

## 生平
苗得雨毕业于山东大学外国语学院，曾任驻以色列大使馆参赞、驻英国大使馆参赞、外交部政策规划司参赞、副司长。2021年，升任外交部政策规划司司长。2023年12月，升任外交部部长助理，兼任中国红十字会副会长。2025年6月，任外交部副部长。